# Kloxacillin
A kloxacillin egy félszintetikus antibiotikum a penicillinek osztályából. A terápiában olyan staphylococcusok ellen használják, amelyek béta-laktamáz enzimet termelnek. A gyógyszernek kisebb az antibakteriális hatása, mint a benzilpenicillinnek, de kevesebb a mellékhatása, allergiás reakció viszont ugyanúgy előfordulhat.
A VIII. Magyar Gyógyszerkönyvben Cloxacillinum natricum    néven hivatalos.  

## Kapcsolódó lapok
Penicillin